# Hudičeve skale
Hudičeve skale so konglomeratna skalnata gmota nad Kamnico. 

## Nastanek
Drava je nekoč tekla mnogo višje kot danes. Prod in pesek, ki ju je odlagala ob strugi, sta se s časoma spoprijela v kamnino konglomerat. Kamnina je kasneje razpokala in površinsko preperela in nastale so Hudičeve skale. 

## Opis
Razporejene so v trikotniku s stranicami 16 m v smeri zahod - vzhod, 15 m v smeri jug - vzhod in 18 m v smeri vzhod - severozahod. Ležijo tesno druga ob drugi. Visoke so od 2,2 do 4 metre. Nekaj metrov proti severu je še en skalni osamelec, ki je premera 1,5 m iv višine 1,5 m. Skale sestavljajo miocenski konglomerati, ki so svetlo sive do zelenkasto sive barve. Vsebujejo prodnike, ki so veliki od 1 do 13 cm. Prodniki so večinoma močno zaobljeni. V konglomeratu je tudi veliko skupkov kremenovih kristalčkov. Med konglomerati so tudi tanki vložki peščenjaka in peščenega laporja. V peščenjaku se lahko najdejo ostanki školjik in sledovi lazenja. Skale so izreden pojav v naravnem stanju.
Hudičeve skale so danes priljubljena izletniška točka na planinski poti do Tojzlovega vrha. Z njih se odpira čudovit razgled na Dravsko jezero z jezom in Mariborskim otokom pod njim.

## Od kod ime?
Legenda pravi, da so Kamničani postali zelo neverni. Nad takimi dušami je dobil oblast hudič. Neke noči je znosil na vrh gregene z Dravske doline mogočne skale z namenom pokončati Kamničane in njihove duše prikleniti v peklenskem kraljestvu. Toda v trenutku, ko je dvignil prvi kamen, da ga vrže na Kamnico je posijalo sonce in v vasi je zapel petelin. Vrag je izgubil moč in je moral pobegniti. Skale so ostale in s tem tudi njihovo ime.